# Yozgat
Yozgat je město v Turecku, hlavní město provincie téhož jména. Na konci roku 2019 zde žilo 91 981 obyvatel. Město se nachází 170 km východně od Ankary a prochází tudy hlavní spojnice mezi hlavním městem země a Sivasem.